# Лора Припон
Лора Хелин Припон (енгл. Laura Helene Prepon; Вочанг, Њу Џерзи, 7. март 1980) америчка је глумица.

## Детињство и младост
Рођена је као најмлађе од петоро деце у породици. Отац јој је преминуо кад је имала 13. година. По мајци има ирско порекло, а по оцу руско-јеврејско. После завршене средње школе је похађала курсеве за позоришну глуму у Њујорку.

## Каријера
Припонова се појавила у представама као што су A Woman of Property и Ascension Day док је била у Њујорку. Године 1996. студирала је драму код учитељице глуме Керолајн Томас у њеној школи глуме Total Theatre Lab. Радила је такође као модел у Паризу, Милану и Бразилу.
Припонова је од 1998. до 2006. године глумила Дону Пинсиоти у серији Веселе седамдесете. Похађала је курс филмске глуме док је снимала серију.
Године 2002. снимила је филм Забушанти, причу о три најбоља пријатеља који су уцењивани због варања на факултету. Године 2005. је снимила психолошки трилер Карла са Мишом Колинсом. Исте године је имала улогу извршног продуцента за филм E! Hollywood Hold'em и играла је у романтичној комедији Romancing the Bride.
Играла је у серији Улица сећања од 2007. године све до следеће године, кад је и серија отказана.
Године 2010. се појавила у ситкому Како сам упознао вашу мајку.
Похађала је Уметнички факултет дизајна у Пасадени, Калифорнија.
Режирала је кратки филм Abide with Me о десетогодишњем дечаку који је после очевог убиства остао нем. Припонова је изјавила да планира да направи дугометражни филм истог назива.
На почетку 2011. године појавила се као гост у серији Касл.
Године 2012. је снимала серију Наранџаста је нова црна, по којој је постала још познатија. Серија је имала премијеру следеће године. Припонова је била редовна у првој сезони, али се појавила у само четири од 13 епизода у другој сезони. Вратила се као редовна глумица у трећој сезони.
Године 2016. године Припонова и нутриционисткиња Елизабет Трој написале су The Stash Plan, књигу велнеса која описује Лорина искуства са органском исхраном још од детињства и проблемима са тежином, ниском енергијом и варењем. Исте године се појавила у трилеру Девојка из воза, који је рађен по истоименом роману.

## Приватни живот
Лора је дуго била верена са глумцем Скотом Мајкл Фостером, али су се растали 2013. године. Четири године касније се верила исто са глумцем Беном Фостером и са њим тренутно има двоје деце. Венчали су се 2018. године.

## Филмографија
| Улоге      |                             |               |                       |                                |
| Година     | Српски назив                | Изворни назив | Улога                 | Напомена                       |
| 1990-е     |                             |               |                       |                                |
| 1998—2006. | Веселе седамдесете          |               | Дона Пинсиоти         | ТВ серија, главна улога        |
| 2000-е     |                             |               |                       |                                |
| 2001.      | —                           |               | Седам=пет             |                                |
| 2002.      | Забушанти                   |               | Ријана Кас            |                                |
| 2004.      | —                           |               | Анџевин               | такође и извршна продуценткиња |
| 2004.      | —                           |               | —                     |                                |
| 2004.      | Краљ брда                   |               | Ејприл (глас)         | ТВ серија, 1 еп.               |
| 2005.      | —                           |               | Мелиса                |                                |
| 2006.      | Карла                       |               | Карла                 |                                |
| 2006.      | Дођи рано ујутро            |               | Ким                   |                                |
| 2007.      | —                           |               | шумска вештица        | кратки филм                    |
| 2007.      | —                           |               | Рејчел Круз (глас)    |                                |
| 2007—2008. | Улица сећања                |               | Хана Данијелс         | ТВ серија, главна улога        |
| 2009.      | —                           |               | Лорен Хеферман        | ТВ серија, 1 еп.               |
| 2009—2010. | Како сам упознао вашу мајку |               | Карен                 | ТВ серија, 3 еп.               |
| 2010-е     |                             |               |                       |                                |
| 2010.      | Медијум                     |               | Кајра Хјудак          | ТВ серија, 1 еп.               |
| 2010.      | Доктор Хаус                 |               | Френки                | ТВ серија, 1 еп.               |
| 2010.      | —                           |               | Лора Припон           | ТВ серија, 1 еп.               |
| 2011.      | Касл                        |               | Натали Роудс/Ники Хит | ТВ серија, 1 еп.               |
| 2011.      | —                           |               | Алекс                 | ТВ серија, 1 еп.               |
| 2011.      | —                           |               | Ив Данкан             |                                |
| 2011.      | —                           |               | Ел Буги               |                                |
| 2012.      | —                           |               | Челси Њуман           | ТВ серија, главна улога        |
| 2012.      | Уложи на фаворита           |               | Холи                  |                                |
| 2012.      | Мушка посла                 |               | Хана                  | ТВ серија, главна улога        |
| 2012.      | Кухиња                      |               | Џенифер               |                                |
| 2013—2019. | Наранџаста је нова црна     |               | Алекс Вауз            | ТВ серија, 82 еп.              |
| 2016.      | Девојка из воза             |               | Кети                  |                                |
| 2017.      | Херој                       |               | Шарлот Дилан          |                                |